# Azhdarchoidea
Azhdarchoidea je skupinou ptakoještěrů z podřádu pterodaktyloidů. Patří sem také největší známí pterosauři vůbec, například rody Arambourgiania nebo Quetzalcoatlus. Mláďata těchto velkých pterosaurů patrně obsadila ekologické niky malých druhů ptakoještěrů a postupně je koncem křídy na mnoha místech vytlačila.

## Český objev
Fosilie pravděpodobného menšího zástupce této nadčeledi byly roku 1880 objeveny i na území dnešní České republiky, a to mezi Chocní a Zářeckou Lhotou. V roce 2015 byl tento taxon formálně popsán jako Cretornis hlavaci. Žil v období turonu (svrchní křída, asi před 92 miliony let) a v rozpětí křídel dosahoval zhruba 1,6 metru (mohlo však jít o dosud nedorostlé mládě).

## Paleobiologie
Podle některých odhadů dokázali tito ptakoještěři urazit ohromné vzdálenosti. Například zástupci rodu Quetzalcoatlus zvládli pravděpodobně přeletět v rozmezí 7 až 10 dní na vzdálenost kolem 16 000 kilometrů, a to jen s relativně malým výdejem energie.
Velcí ptakoještěři se dokázali aktivně pohybovat i po souši, přičemž kráčeli za pomoci zadních končetin (předními se spíše jen opírali). Dokládá to anatomie obřích azdarchidů i dochované série fosilních stop.
Dlouhou dobu se předpokládalo, že na úplném konci období křídy, tedy krátce před hromadným vymíráním před 66 miliony let, byli pterosauři už pouze vymírající skupinou s velice nízkou biodiverzitou (v podstatě už tehdy měly existovat pouze obří formy specializovaných azhdarchidů, kterým přímo ekologicky nekonkurovali mnohem menší zástupci ptáků). Novější výzkumy z Maroka, USA, Kanady i odjinud ale ukazují, že druhová rozmanitost ptakoještěrů byla v globálním rozsahu stále vysoká i krátce před vymíráním (zhruba v posledním milionu let křídy), a to například i v ekosystémech geologického souvrství Hell Creek, ze kterého známe populární dinosaury, jako je Tyrannosaurus rex nebo Triceratops horridus.

## Klasifikace
Aktualizováno podle Davida Unwina, 2006.
- Nadčeleď Azhdarchoidea
  - Lacusovagus
  - Čeleď Chaoyangopteridae
    - Chaoyangopterus
    - Eoazhdarcho
    - Eopteranodon
    - Jidapterus
    - Shenzhoupterus

  - Čeleď Lonchodectidae
    - Lonchodectes

  - Čeleď Tapejaridae
    - Podčeleď Tapejarinae
      - Huaxiapterus
      - Javelinadactylus[10] (zřejmě spadá do rodu Wellnhopterus)
      - Sinopterus
      - Tapejara
      - Tupandactylus

    - Podčeleď Thalassodrominae
      - Alanqa?
      - Mistralazhdarcho?
      - Thalassodromeus
      - Tupuxuara

  - Čeleď Azhdarchidae
    - Aerotitan
    - Albadraco
    - Aralazhdarcho
    - Arambourgiania
    - Azhdarcho
    - Bakonydraco
    - Cretornis
    - Cryodrakon
    - Eurazhdarcho
    - Hatzegopteryx
    - Infernodrakon
    - Montanazhdarcho
    - Phosphatodraco
    - Quetzalcoatlus
    - Thanatosdrakon
    - Zhejiangopterus

  - Nejisté, ale zřejmě validní rody azhdarchoidů
    - Bennettazhia
    - Bogolubovia
    - Doratorhynchus
    - "Ornithocheirus" bunzeli